# 노보크레스톱스카야역
노보크레스톱스카야역(러시아어: Новокрестовская)은 러시아 상트페테르부르크 시에 있는 상트페테르부르크 지하철 넵스코 바실레오스트롭스카야 선의 역이다.
2018년 5월 26일에 개통되었다. 본 노선의 북부 연장은 2018년 여름에 이 경기장에서 부분적으로 열린 2018년 FIFA 월드컵과 연관되어 있었다.

## 역명
역명은 크레스톱스키 스타디움과 가까운 크레스톱스키 섬의 서쪽 끝에 위치한 것에서 유래되었다.

## 이용객 교통
노보크레스톱스카야 역 주변에는 주거지가 없지만 상트페테르부르크에서 2018년 FIFA 월드컵 경기를 개최하는 데 필요한 기반 시설의 중요한 부분이었고, 월드컵 기간에는 시간당 30,000 ~ 35,000명의 승객을 수용했다.
2018년 5월 13일 시험 운용 당일(10:00 ~ 19:00)에는 175,000명 이상의 승객을 대상으로 하였다.